# Ак-кала
Ак-кала (туркм. Ak gala; также: Адак, Янгишахер) — средневековый город (крепость) Туркменистана, расположенный на территории Дашогузского велаята в Присарыкамышской дельте Амударьи. 

## История
Старое русло Амударьи Дарьялык образовалось в XIII веке в результате разрушений, причиненных Хорезму монгольскими завоевателями, которые уничтожили плотину на Амударье. Хлынувшие воды реки затопили сначала столичный город столицу Хорезма г. Гургандж, затем наполнили Сарыкамышскую котловину и Узбой — русло, по которому в древние времен Амударья впадала в Каспийское море. Этим обводнением успешно воспользовались туркменские племена, которые создали здесь к концу XIV века грандиозную ирригационную сеть. По мнению историков, именно в это время на берегу одного из протоков Дарьялыка был построен город-крепость Ак-кала , на территории которого жили туркмены племени адаклы-хызыр.

## Описание
При строительстве крепости, городское ядро было спланировано в виде правильного квадрата с абсолютно прямыми углами, ориентированными по сторонам света. Длина каждой стороны составляет 280 метров. Кроме угловых круглых башен в каждой стене — пять промежуточных, с подковообразной формой плана.
Крепостные стены Ак-кала были сложены из глиняных кирпичей и возвышаются на высоту 6 метров, при этом толщина их в основании была более двух метров. По всему периметру стен тянется стрелковая галерея, защищенная снаружи бруствером с бойницами, а в башнях — по два яруса стрелковых площадок и два ряда бойниц, вся крепость обнесена широким рвом. В северо-западной стене были широкие ворота, снабженные привратными башнями. Отсюда через всю крепость тянулась прямая главная улица шириной 8 метров, которая упиралась в бассейн у противоположной стены. Также, на территории крепости были поперечные улочки, которые образовывали кварталы жилых домов, сложенных из глины, многие из них с фундаментами из каменных плит.